# Úpor
Úpor (deutsch Anger) war ein historischer Gemeindeteil von Grafenried und ist heute eine Wüstung in der Gemeinde Nemanice im westböhmischen Okres Domažlice in Tschechien.

## Geographie
Das Dorf Anger lag am Biberbach, circa einen Kilometer nordwestlich von Grafenried. 

## Geschichte

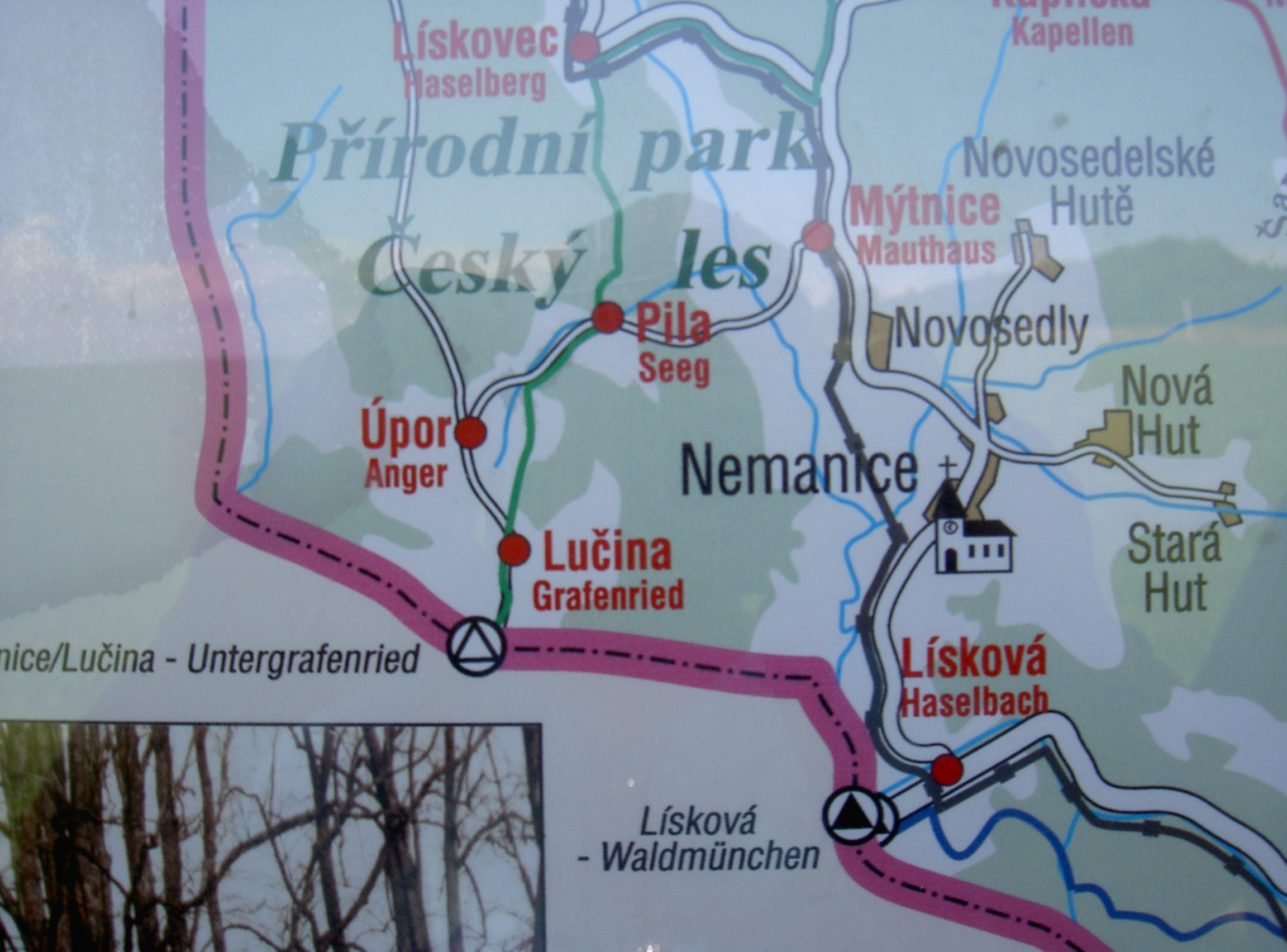
Historische Karte mit Anger

Auf eine sehr alte Besiedlung weisen die Überreste einer einstigen Steinmauer in der sogenannten Hundmark oberhalb des Dorfes hin. Entlang der Mauer wurden zahlreiche Metallstücke und Münzen gefunden.
Anger, das zur Hofmark Grafenried gehörte, wurde 1619 von Wolf Eytl Pelkhofer angelegt. Er ließ auch eine Glashütte errichten, die im Dreißigjährigen Krieg zerstört wurde. 
In Anger befand sich von 1764 bis 1822 ein österreichisches Zollamt. 
1839 hatte der Ort 376 Einwohner und 1913 waren es 286 Einwohner. Die Einwohnerzahl verringerte sich bis 1939 auf 191 Personen. Zu Anger gehörten auch die Einschichten Dietlhof, Eselhäuser, Schlickenhof sowie der Ortsteil Unteranger. 
Eingepfarrt war Anger nach Grafenried.